# Michelangelo – Das Leben eines Titanen
Michelangelo – Das Leben eines Titanen ist ein von Curt Oertel geschaffener, deutsch-schweizerischer Dokumentarfilm aus den Jahren 1937 bis 1940 über das Leben und Werk des Malers, Bildhauers, Architekten und Dichters Michelangelo Buonarroti.

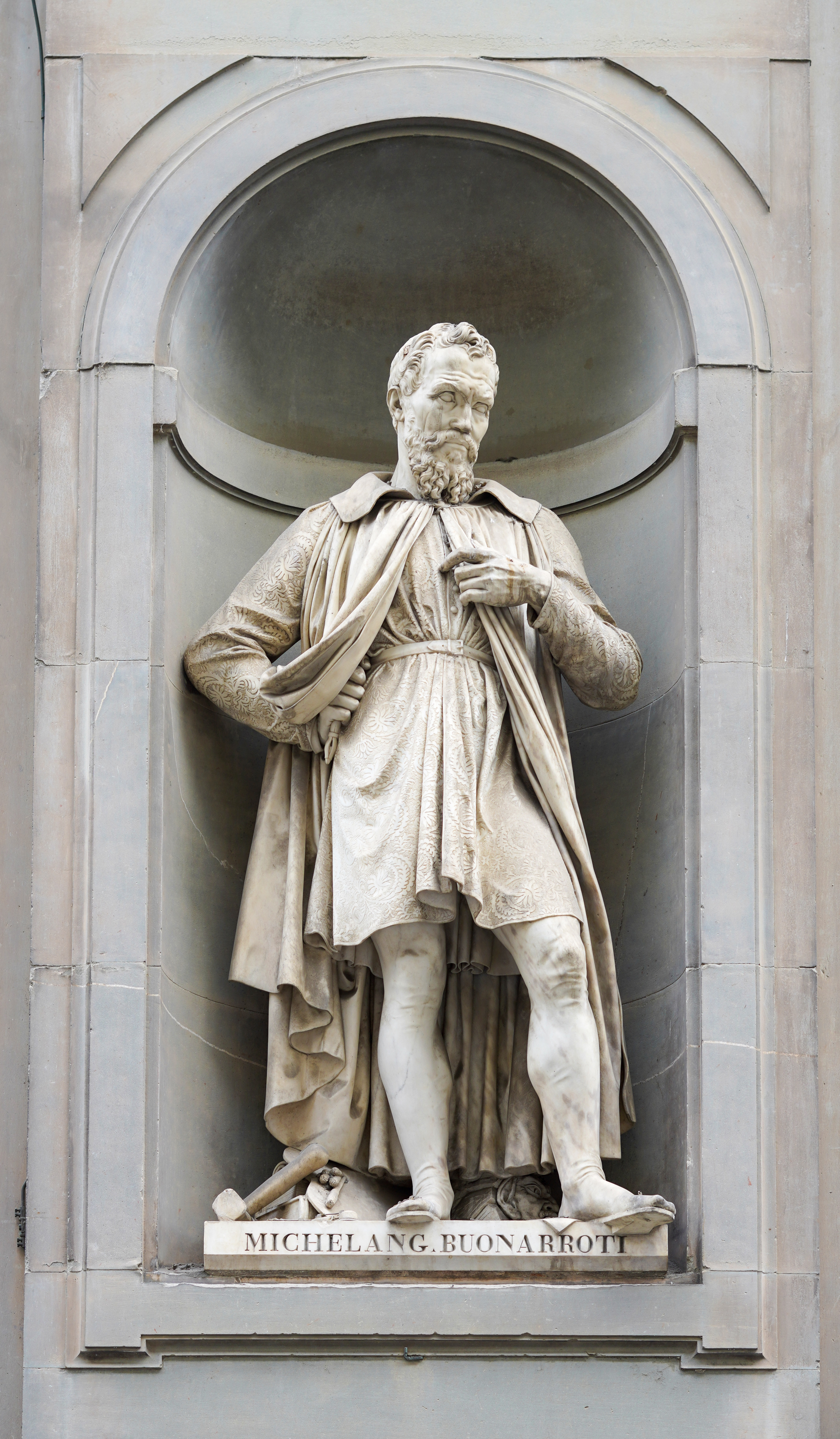
Michelangelo-Denkmal in Florenz

## Inhalt
Das Leben und Werk Michelangelos, eines der bedeutendsten Künstler der Hochrenaissance, wird von dem deutschen Schauspieler Mathias Wieman als Erzähler vor dem historischen Hintergrund der Zeit Michelangelos präsentiert. Dabei wird mit den Frühwerken begonnen und der späte Ruhm des Künstlers dargestellt, wobei der Film detaillierte Betrachtungen auf einige der bekanntesten Werke des Künstlers enthält. Sein Lebenswerk wird überdies durch Aufnahmen italienischer Landschaften und alter Stiche illustriert. Ausgangspunkt des Films ist ein Sonett von Vittoria Colonna, die ihrem Zeitgenossen und Freund Michelangelo ein lyrisches Denkmal setzte, das Curt Oertel ins Filmische übertrug.

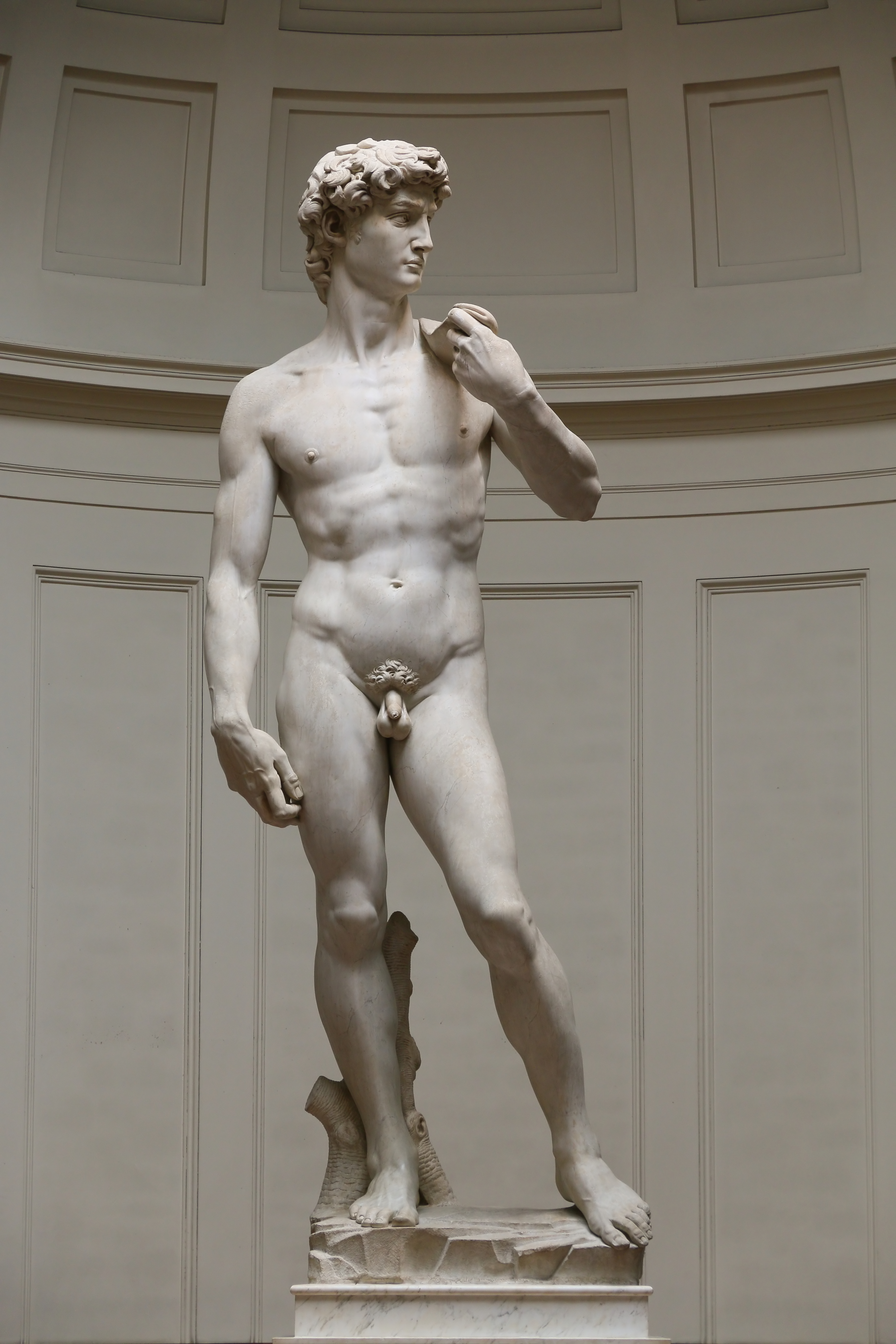
Michelangelos David-Statue (Accademia di Belle Arti, Florenz)

## Produktionsnotizen und Wissenswertes
1937 begann Curt Oertel in eigener Produktion und in Zusammenarbeit mit der Zürcher Produktionsfirma Pandora-Film mit den Dreharbeiten zu einem kurzen Michelangelo-Film. Das erste 20-minütige Resultat wurde am 16. Oktober 1938 im Zürcher Scala-Kino erstmals einem Publikum, bestehend aus Kunsthistorikern, vorgestellt. Später wurde diese Version auf der Biennale in Venedig ausgezeichnet. Angesichts der herausragenden Reaktionen entschlossen sich Oertel und die Pandora-Film, in Zusammenarbeit mit der Berliner Tobis-Film einen abendfüllenden Dokumentarfilm über das italienische Renaissance-Genie anzufertigen. Dieser Film feierte unter dem Titel Michelangelo – Das Leben eines Titanen seine Welturaufführung am 15. März 1940 in Berlin. Die Wiener Erstaufführung war am 4. Juni 1940, die Zürcher am 8. November 1940. Die deutsche Fernseherstausstrahlung erfolgte am 12. April 1954, in Österreich wurde die Dokumentation am 4. Mai 1956 erneut in die Kinos gebracht.
Der bekannte Schauspieler Mathias Wieman spricht aus dem Off den Begleittext.
1950 wurde Michelangelo – Das Leben eines Titanen mit dem Preis des New York City College für schöpferische Leistungen auf dem Gebiet der Dokumentarfilm-Herstellung ausgezeichnet.
Von diesem Film wurde durch Robert J. Flaherty nach dem Krieg eine um 23 Minuten gekürzte, 70-minütige US-Fassung unter dem Titel The Titan: Story of Michelangelo hergestellt. Diese Version, die schon 1950 den National Board of Review Award als bester fremdsprachiger Film erhielt, wurde bei der Oscarverleihung 1951 mit dem Oscar für den besten Dokumentarfilm ausgezeichnet.

## Kritiken
„… künstlerisch und technisch fast vollendete(r) Bildstreifen über Michelangelo, jener Film Curt Oertels, der auf dem Gebiete des Kulturfilms etwas Neues, Einmaliges und Besonderes bedeutet…“

„Oertels Ruhm beruht aber auf dem Dokumentarfilm Michelangelo (1940), in dem er Leben und Schaffen des Künstlers sehr lebendig und anschaulich nachzeichnete und dessen wichtigste Werke mit aufschlussreich geführter Kamera und in differenziert verwendetem Licht vorstellte.“

Paimann’s Filmlisten resümierte: „Es wird, ohne schauspielerische Verkörperung, durch Werke ein Querschnitt des Lebens und Wirkens des Meisters geboten; ergänzt durch Karten und zeitgenössische Bilder, mit hellsichtiger Kamera, in unterschiedlicher Beleuchtung, … sinfonischer Musik.“

„In mehrjähriger Arbeit gestalteter Dokumentarfilm über Leben und Werke Michelangelos (1475–1564): an Hand von Zeichnungen, Malereien, Skulpturen, Bauten. Er konnte wegen Verlusts der deutschen Kopien erst nach Kriegsende in einer Neufassung wiederaufgeführt werden. Der Heroismus des Films, der seine Materialien symphonisch verknüpft und seine Gegenstände in ein expressives Licht setzt, wird bereits im Untertitel deutlich: ‚Das Leben eines Titanen‘.“